# Amour fantôme
Pour plus de détails, voir Fiche technique et Distribution.
Amour fantôme (Ghosts Can't Do It) est un film américain réalisé par John Derek, sorti en 1989.

## Synopsis
Scott et Kate vivent un mariage heureux malgré leurs 30 ans de différence d'âge. Un jour, Scott a une attaque et ne peut plus avoir de rapport sexuel. Il se suicide et devient un fantôme. Il conspire avec sa femme pour attirer un jeune homme et lui voler son corps.

## Fiche technique
- Titre original : Ghosts Can't Do It
- Titre français : Amour fantôme
- Réalisation : John Derek
- Scénario : John Derek
- Musique : Junior Homrich et Randy Tico
- Photographie : John Derek
- Montage : John Derek
- Production : Bo Derek
- Société de production : Epic Productions, Sarliu/Diamant et Crackajack Productions
- Société de distribution : Triumph Releasing Corporation (États-Unis)
- Pays :  États-Unis
- Genre : Comédie romantique et fantastique
- Durée : 90 minutes
- Dates de sortie : 
  - Australie : 17 octobre 1989 (vidéo)
  - États-Unis : 1er juin 1990

## Distribution
- Bo Derek : Katie O'Dare Scott
- Anthony Quinn : Scott
- Don Murray : Winston
- Julie Newmar : Angel
- Victoria Burgoyne : Sabine
- Mickey Knox : l'homme aux pilules
- Donald Trump : lui-même (caméo)

## Distinctions
Le film a reçu 9 nominations aux Razzie Awards et a reçu 4 prix : Pire film, Pire réalisateur, Pire actrice pour Bo Derek et Pire Second rôle masculin pour Donald Trump.